# ダークサマー (2000年の映画)
『ダークサマー』（原題: The In Crowd）は、2000年にアメリカ合衆国で制作されたスリラー映画。日本では劇場公開されずビデオスルーされた。

## あらすじ
精神病院から退院したエイドリアンは、担当医であるトンプソン医師の勧めもあって東海岸にある高級リゾートクラブで働くことになった。彼女はそこで裕福な家庭に育ったティーンエイジャーのグループと出会い、そのリーダー格であるブリタニーに気に入られ、パーティーに誘われた。エイドリアンも、華やかな世界に生きるブリタニーの心優しさに惹かれる。
しかし、ブリタニーが気に入っていた少年マシューがエイドリアンに興味を持ったため、嫉妬したブリタニーはトンプソン医師のオフィスに忍び込みエイドリアンの過去を記したファイルを盗んで事実を知り、エイドリアンをグループから外そうと企む。
エイドリアンも、ブリタニーの姉がかつてそのティーンエイジャーグループのリーダー格だということを知り、ブリタニーに疑いを持つ。
あるとき、ブリタニーは親友のケリーがエイドリアンに対して行方不明になったブリタニーの姉について話しているのを聞き、怒りを抱く。ブリタニーはまずケリーを殺し、つぎにトンプソン医師を殺し、エイドリアンを再び入院させようと企むが、ブリタニーの友人の一人であるボビーの助けもあってその企みは失敗した。
夏の終わり、リゾートクラブに復帰したエイドリアンは、再びパーティーに再び誘われるが、ブリタニーが周囲から白い目で見られていることに気づき、姉殺しの真犯人を悟った。
ブリタニーは森へ向かい、地面を掘って、姉の遺体と対面した。そこに居合わせたエイドリアンはあやうくブリタニーに殺されそうになるが、屋外にいた人々がその現場を目撃したため、ブリタニーの狂気が皆の知るところとなり、最終的に精神病院へ送られた。
一方のエイドリアンはリゾートクラブを辞め、どこかへ引っ越した。

## キャスト
| 役名                     | 俳優                     | 日本語吹き替え |
| ------------------------ | ------------------------ | -------------- |
| ブリタニー               | スーザン・ウォード       | 久川綾         |
| エイドリアン             | ロリ・ヒューリング       | 魏涼子         |
| マット                   | マシュー・セトル         | 千葉進歩       |
| ボビー                   | ネイザン・ベクストン     | 小西克幸       |
| アマンダ・ジャイルズ医師 | テス・ハーパー           |                |
| ケリー                   | ローリー・フォーティア   | 柚木涼香       |
| ジョアンヌ               | キム・マーフィ           |                |
| アンディ                 | ジェイ・R・ファーガソン  | 土田大         |
| ウェイン                 | A・J・バックリー         | 杉山紀彰       |
| モーガン                 | キャサリン・タウン       | 永島由子       |
| グレッグ                 | チャーリー・フィン       | 鳥海浩輔       |
| トム                     | イーサン・エリクソン     | 桐井大介       |
| シーラ                   | エリン・バートレット     | 幸田夏穂       |
| ボブ・ミード             | ピーター・マッケンジー   |                |
| ヘンリー・トンプソン医師 | ダニエル・ヒュー・ケリー | 加藤亮夫       |
| ターニャ                 | ヘザー・スティーヴンス   |                |

- その他吹き替え - 小野未喜、望月健一、よのひかり、矢ノ川陽子

## 評価
この映画には否定的な評価が寄せられた。
批評家たちは、サスペンスに満ちたシーンと何気なく笑えるシーンがたくさんあるとしながらも、この映画のストーリー展開がありきたりだとしている 。
2011年10月現在Rotten Tomatoesでの評価も2%である
。